# Jon Horton
Jon M. Horton (* 26. Dezember 1964 in Tucson) ist ein ehemaliger US-amerikanischer Footballspieler.

## Laufbahn
Horton spielte an der Sunnyside High School im Bundesstaat Arizona, anschließend gehörte der Wide Receiver von 1982 bis 1986 der Hochschulmannschaft der University of Arizona an.
Als Berufsfootballspieler stand er 1987 bei den British Columbia Lions in der kanadischen Liga CFL unter Vertrag, ehe er dort Ende Oktober 1987 aus dem Aufgebot gestrichen wurde. Zeitweilig war er als Basketballspieler in Mexiko beschäftigt. 1991 spielte der 1,85 Meter große Horton für die London Monarchs in der World League of American Football und gewann mit der Mannschaft im Juni 1991 den World Bowl. Im späteren Verlauf des Sommers 1991 weilte er im Trainingslager bei der NFL-Mannschaft Phoenix Cardinals, verschwand dann für eine kurze Zeit spurlos.
1995 stand er in Diensten der Hanau Hawks in der Football-Bundesliga, im Vorfeld der Saison 1996 wechselte er innerhalb der Liga zu den Braunschweig Lions. Er spielte bis zum Ende der Saison 1999 für die Niedersachsen und gewann mit ihnen in den Jahren 1997, 1998 und 1999 die deutsche Meisterschaft sowie 1999 den Eurobowl. Horton brachte es für Braunschweig auf 94 Touchdowns und stellte mit 1951 Yards Raumgewinn aus Passfängen einen Vereinsrekord auf.
In der Saison 2000 spielte Horton für die Cologne Crocodiles. Er gewann mit Köln die deutsche Meisterschaft und ging danach in sein Heimatland zurück.
Im Jahr 2005 kehrte er zu den Braunschweig Lions zurück und hospitierte bei Trainer Kent Anderson. Im Oktober 2005 übernahm er beim Viertligisten Cologne Chargers das Cheftraineramt. 2007 war er Spielertrainer der Maastricht Wildcats in der ersten niederländischen Liga und wurde mit der Mannschaft Landesmeister. Im August 2008 gaben die Alphen Eagles (ebenfalls Niederlande) Hortons Verpflichtung als Cheftrainer bekannt. Später wurde er in Utrecht als Fitnesstrainer tätig.
2012 wurde Horton in die Ruhmeshalle der Braunschweig Lions aufgenommen.